# David Myhrman
David Vilhelm Myhrman, född den 2 december 1866 i Tuna församling, Kalmar län, död den 15 april 1940 i Bromma församling, Stockholm
,, var en svensk orientalisk filolog. 
Myhrman reste 1892 till Amerika, där han 1896 blev baccalaureus vid universitetet i Chicago och 1897 magister vid Harvarduniversitetet. År 1902 promoverades Myhrman till filosofie doktor i Leipzig och förordnades samma år till docent i assyriologi vid Uppsala universitet. Han var 1908-1917 docent i semitiska språk och utnämndes, efter att sedan 1914 ha tjänstgjort inom pastoralvården, 1917-1919 vice pastor i Godegård, 1921 till kyrkoherde i Misterhult.
Utom artiklar i Nordisk familjebok och tidskriftsuppsatser författade Myhrman Die Labartu-Texte (1902), Ur babyloniernas och assyriernas religionslitteratur (1908), Kitāb mu'id an-ni'am (samma år), Aramaic incantation text (1909-10), Nouveaux noms propres (1911), Babylonian hymns and prayers (samma år) och Upptäckterna i Babylonien och Assyrien (1912), Jesus och hans förkunnelse. Betraktelser på evangeliernas grund öfver svenska kyrkans evangelier och högmässotexter (1922), polemiska ströskrifter med mera.